# یواس‌اس پورکیوپاین (۱۸۱۳)
یواس‌اس پورکیوپاین (۱۸۱۳) (به انگلیسی: USS Porcupine (1813)) یک کشتی بود که طول آن Approximately 60 feet بود.